# Laura (Ohio)
Pour les articles homonymes, voir Laura.
Laura est un village américain situé dans le comté de Miami, dans l'Ohio. Selon le recensement de 2010, sa population est de 474 habitants.